# Aglia ferecaeca
Aglia ferecaeca är en fjärilsart som beskrevs av Charles Oberthür 1909. Aglia ferecaeca ingår i släktet Aglia och familjen påfågelsspinnare. Inga underarter finns listade i Catalogue of Life.